# Кичкетанское сельское поселение
Кичкетанское се́льское поселе́ние — муниципальное образование в Агрызском районе Татарстана Российской Федерации.
Административный центр — село Кичкетан.

## История
Статус и границы сельского поселения установлены Законом Республики Татарстан от 31 января 2005 года № 14-ЗРТ «Об установлении границ территорий и статусе муниципального образования "Агрызский муниципальный район" и муниципальных образований в его составе».

## Население
| 2010 | 2011  | 2012 | 2013 | 2014 | 2015 | 2016 |
| ---- | ----- | ---- | ---- | ---- | ---- | ---- |
| 1003 | ↘1001 | ↘979 | ↘969 | ↘937 | ↘931 | ↘923 |
| 2017 | 2018  | 2019 | 2020 | 2023 |      |      |
| ↗927 | ↘871  | ↘854 | ↘848 | ↘686 |      |      |

## Состав сельского поселения
| № | Населённый пункт | Тип населённого пункта       | Население |
| - | ---------------- | ---------------------------- | --------- |
| 1 | Балтачево        | село                         |           |
| 2 | Варзи-Омга       | село                         |           |
| 3 | Варзи-Пельга     | село                         |           |
| 4 | Кичкетан         | село, административный центр |           |